# Mine de Mariscal
Pour les articles homonymes, voir Mariscal.
La mine de Mariscal (en anglais :Mariscal Mine) est une mine de cinabre américaine située dans le comté de Brewster, au Texas. Protégée au sein du parc national de Big Bend, elle est inscrite au Registre national des lieux historiques depuis le 13 septembre 1974.